# إيفون عباس
إيفون عباس (بالفرنسية: Yvonne Abbas)‏ هي مقاومة فرنسية، ولدت في 29 أبريل 1922 في Pérenchies ‏ في فرنسا، وتوفيت في 13 ديسمبر 2014 في لوس نورد في فرنسا.